# Ивате (муниципалитет)
Ивате (порт. Ivaté) — муниципалитет в Бразилии, входит в штат Парана. Составная часть мезорегиона Северо-запад штата Парана. Входит в экономико-статистический микрорегион Умуарама. Население составляет 6836 человек на 2006 год. Занимает площадь 410,907 км². Плотность населения — 16,6 чел./км².

## Статистика
- Валовой внутренний продукт на 2003 год составляет 71 141 623,00 реалов (данные: Бразильский институт географии и статистики).
- Валовой внутренний продукт на душу населения на 2003 год составляет 10 344,86 реалов (данные: Бразильский институт географии и статистики).
- Индекс развития человеческого потенциала на 2000 год составляет 0,752 (данные: Программа развития ООН).